# Baptisia australis
Espèce
Classification phylogénétique
Baptisia australis, le lupin indigo,  est une espèce de plantes à fleurs de la famille des Fabacées. C'est un plante herbacée originaire d'Amérique du Nord.

## Position taxinomique
Cette espèce a d'abord été décrite en 1767 par Carl von Linné comme une espèce du genre Sophora : Sophora australis L..
En 1799, Carl Ludwig von Willdenow la place dans le genre Podalyria : Podalyria australis (L.) Willd.
Enfin, Robert Brown la place en 1811 dans le genre Baptisia : Baptisia australis (L.) R.Br..
De nombreux autres synonymes sont signalés :
- Baptisia caerulea Eaton & Wright (1840)
- Baptisia confusa Sweet ex G.Don (1832)
- Baptisia exaltata Sweet (1825)
- Baptisia versicolor Lodd. (1826)
- Podalyria coerulea Michx. (1803)
- Ripasia caerulea (Trew) Raf. (1837)
- Sophora caerulea Trew (1779)

Un homonyme est recensé : Baptisia australis Hort. ex Lehm. (1829).
Des variétés botaniques sont aussi reconnues :
- Baptisia australis var. aberrans (Larisey) M.G.Mendenhall (1994) - synonyme : Baptisia minor var. aberrans Larisey
- Baptisia australis var. minor (Lehm.) Fernald (1937) : voir Baptisia minor Lehm. - synonyme : Baptisia texana Buckley

## Description
Le lupin indigo est une plante herbacée vivace, caduque, en touffe, de moins d'un mètre de haut.
Les feuilles sont pédicellées, à trois folioles.
Les fleurs, hermaphrodites, en longues grappes, pédicellées, ont des pétales d'un bleu profond, les carènes pouvant toutefois êtres blanches au centre. Elles comportent dix étamines, libres à la base (caractéristique du genre).
Les fruits sont des gousses déhiscentes à plusieurs graines (moins d'une dizaine), de petite taille au regard de celle de la gousse. Les gousses sont noires à maturité.

## Distribution
Le lupin indigo est originaire du centre des États-Unis.
Il s'agit de l'espèce du genre la plus diffusée dans la plupart des régions tempérées comme plante ornementale.

## Utilisation
Des propriétés médicinales sont signalées pour le lupin indigo.
Plusieurs tribus amérindiennes ont utilisé la plante à diverses fins.
Les Cherokees l'utilisent traditionnellement comme source de teinture bleue, une pratique copiée plus tard par les colons européens.
Actuellement, la seule utilisation de cette espèce est ornementale. Elle est particulièrement rustique en France, en situation ensoleillées et elle est très accommodante sur la qualité des sols, en exigeant toutefois une situation un peu sèche. Sa propagation se fait par semis.

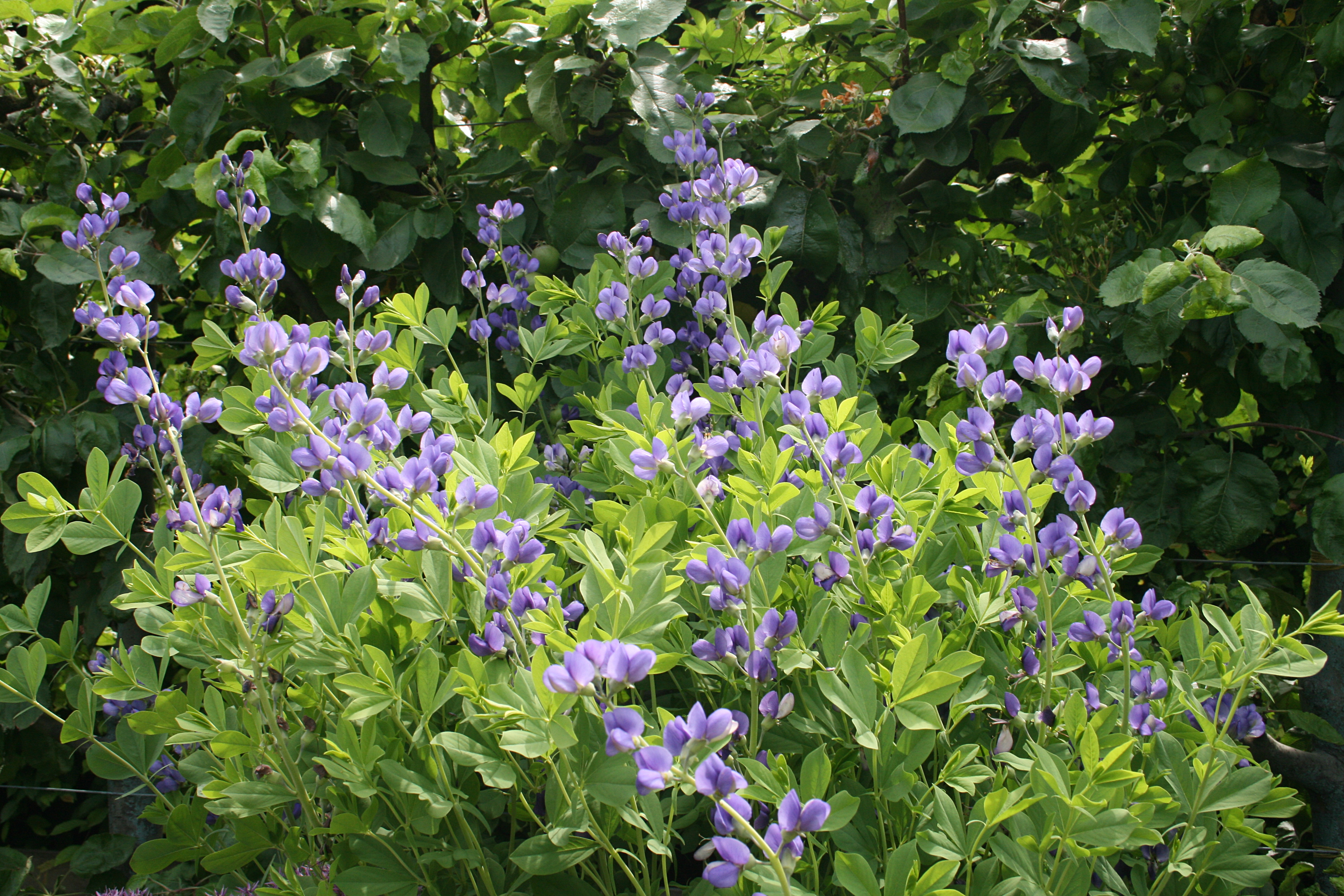
Fleurs et feuilles.
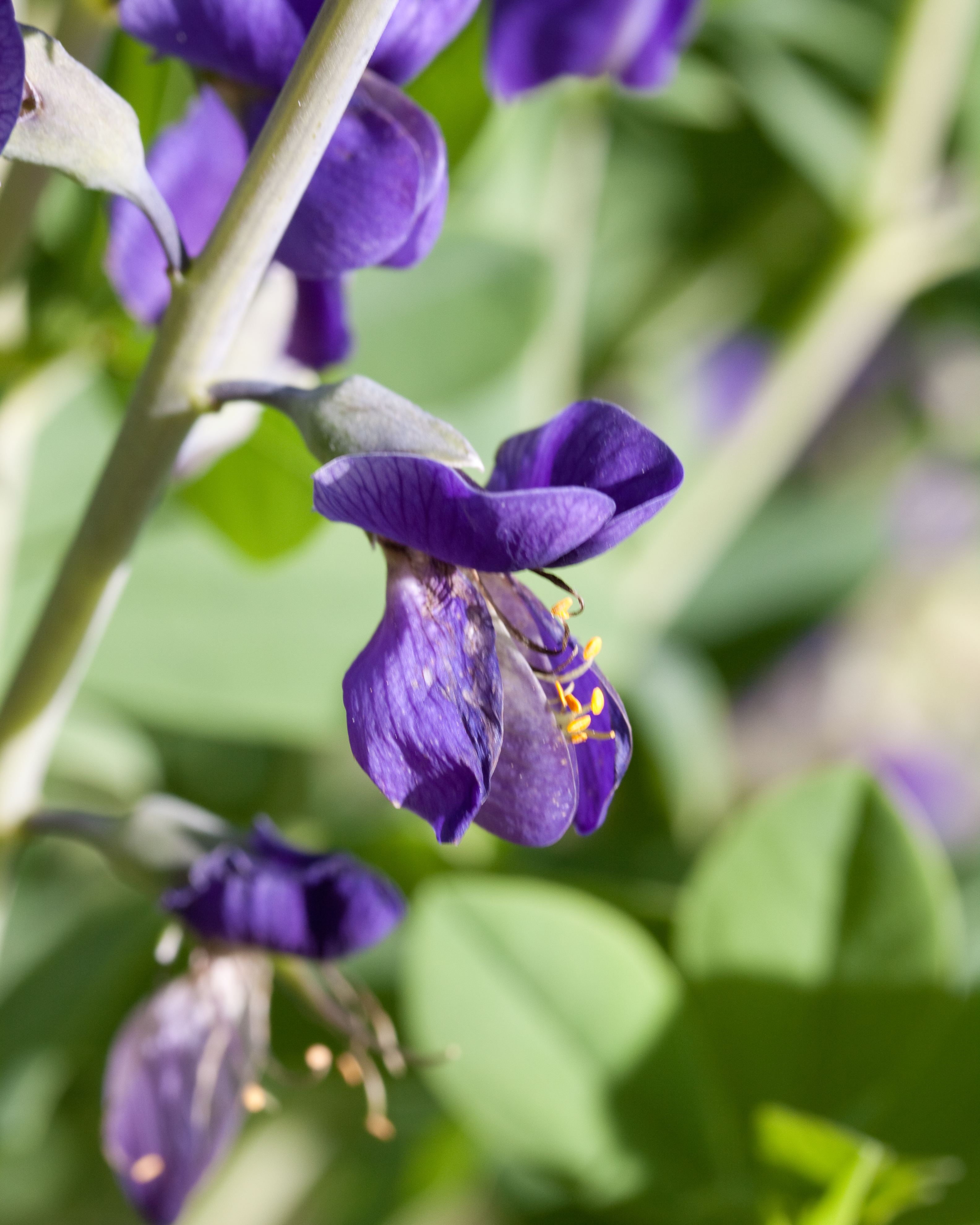
Fleurs.
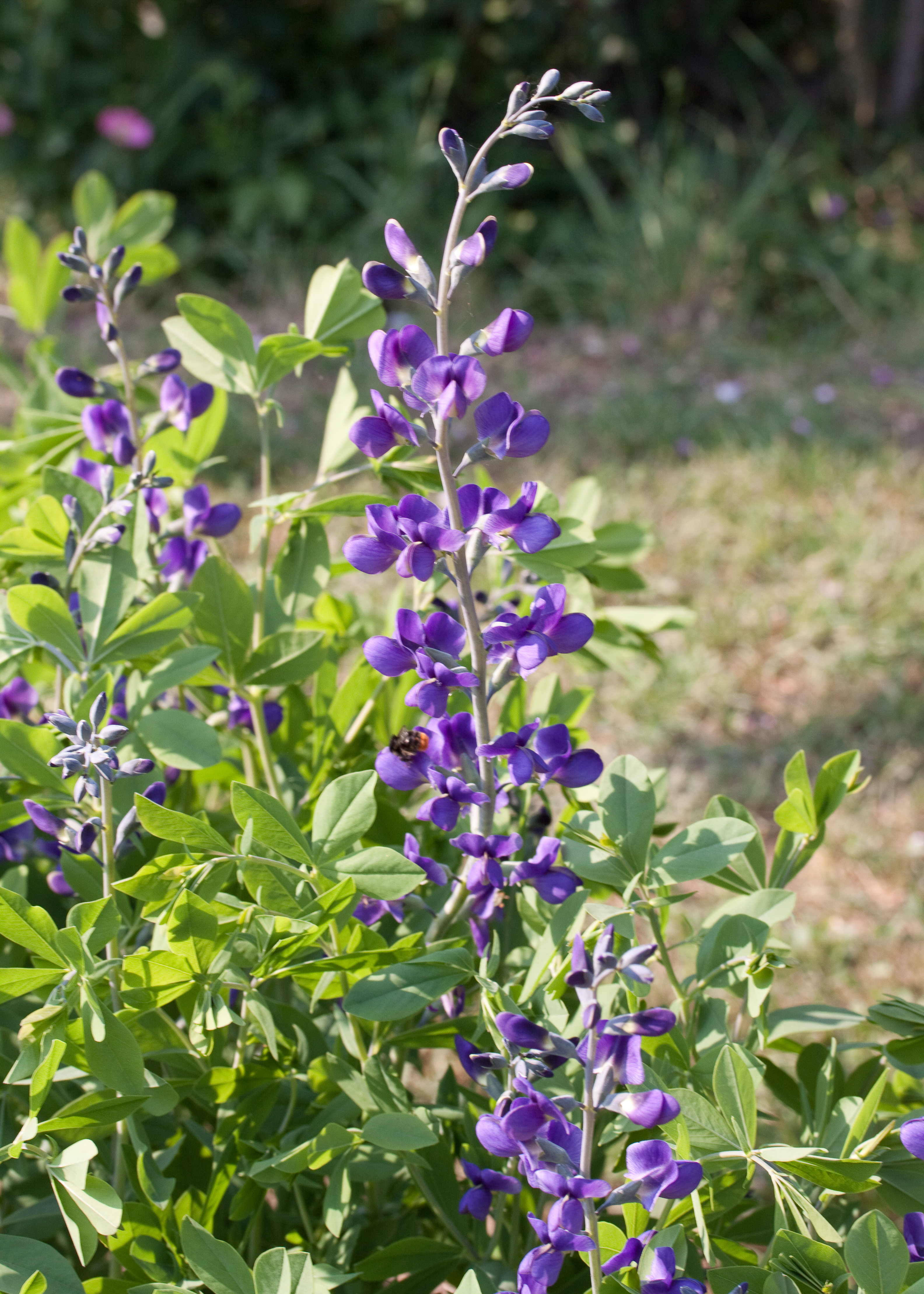
Fleurs.
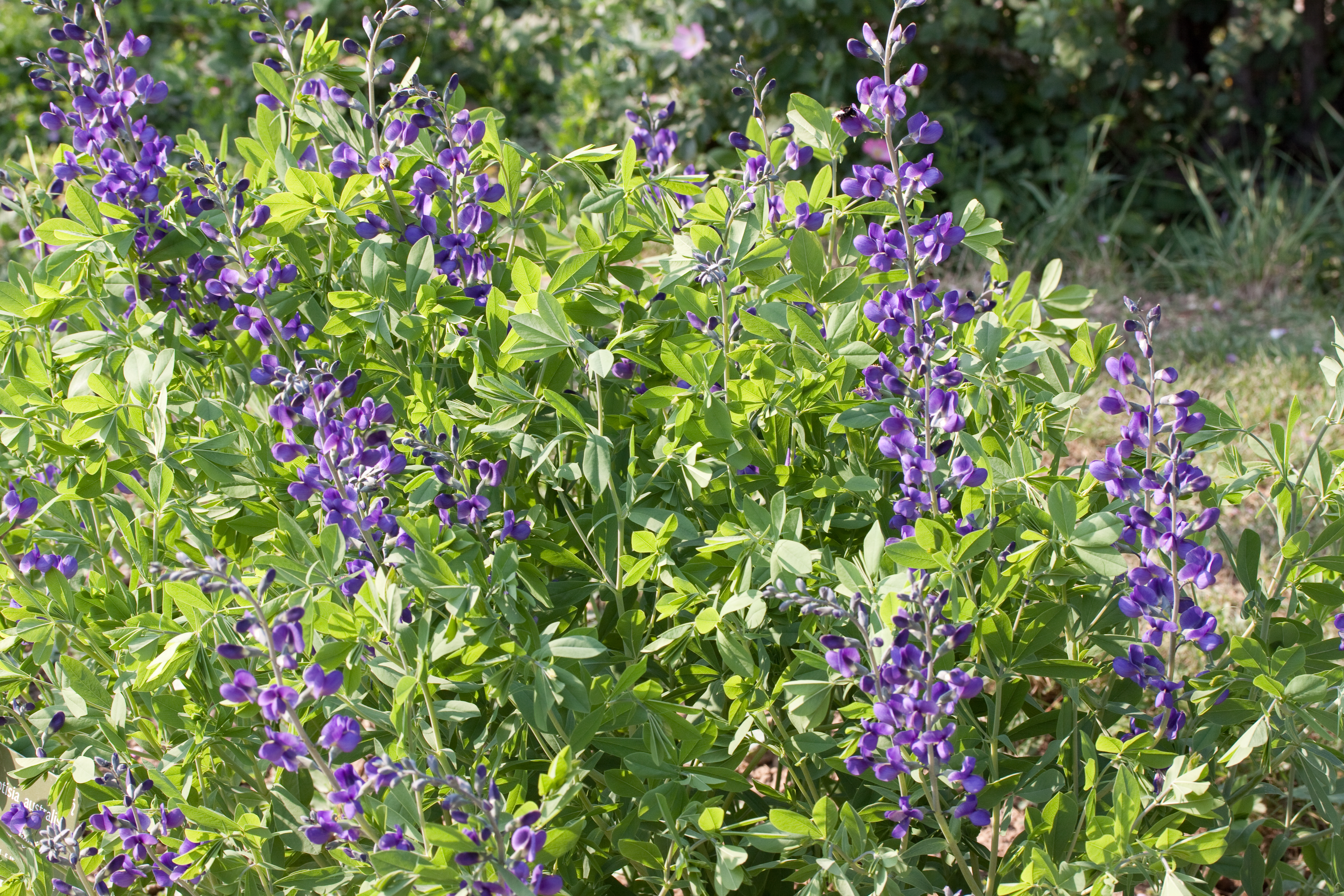
Floraison.
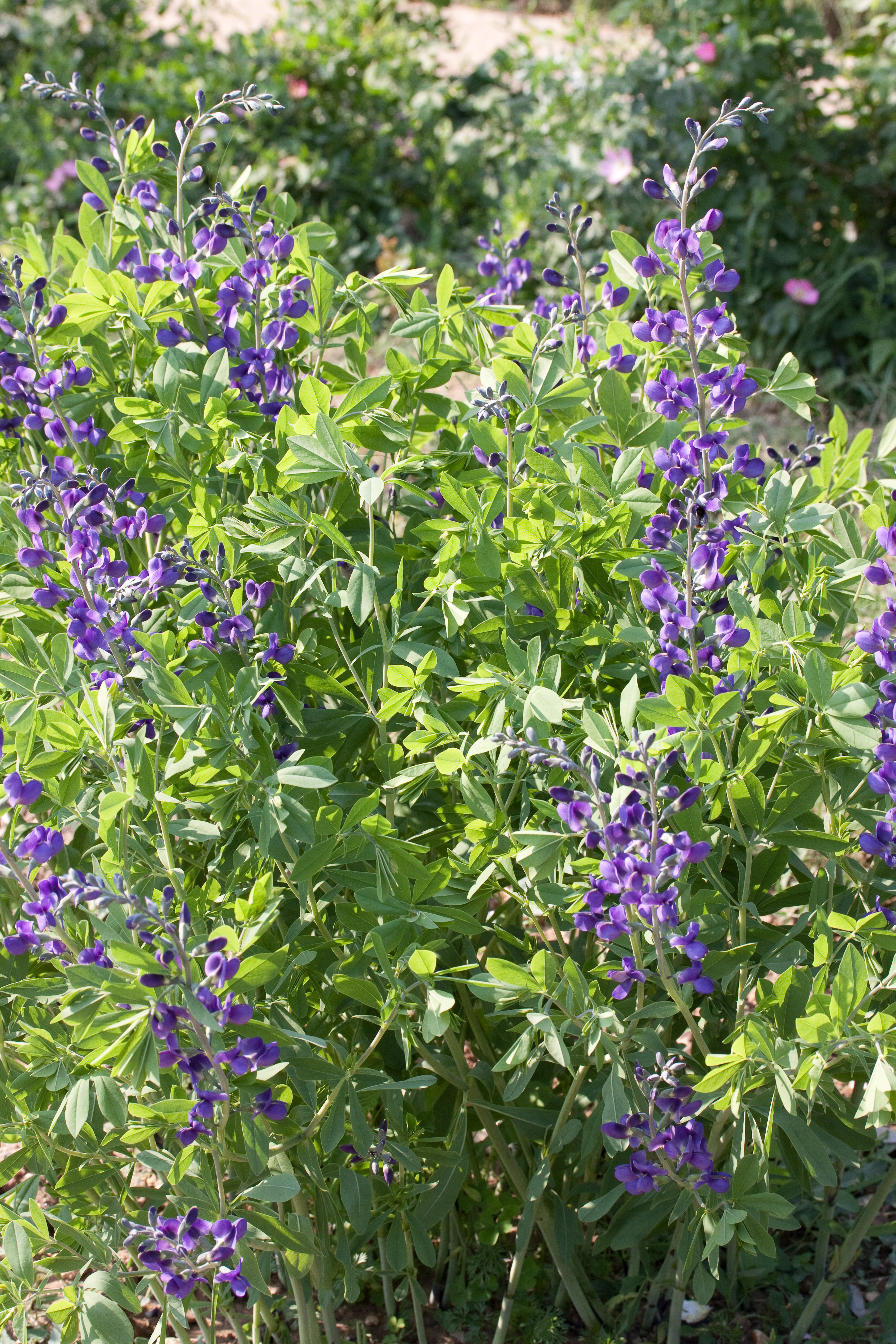
Floraison.
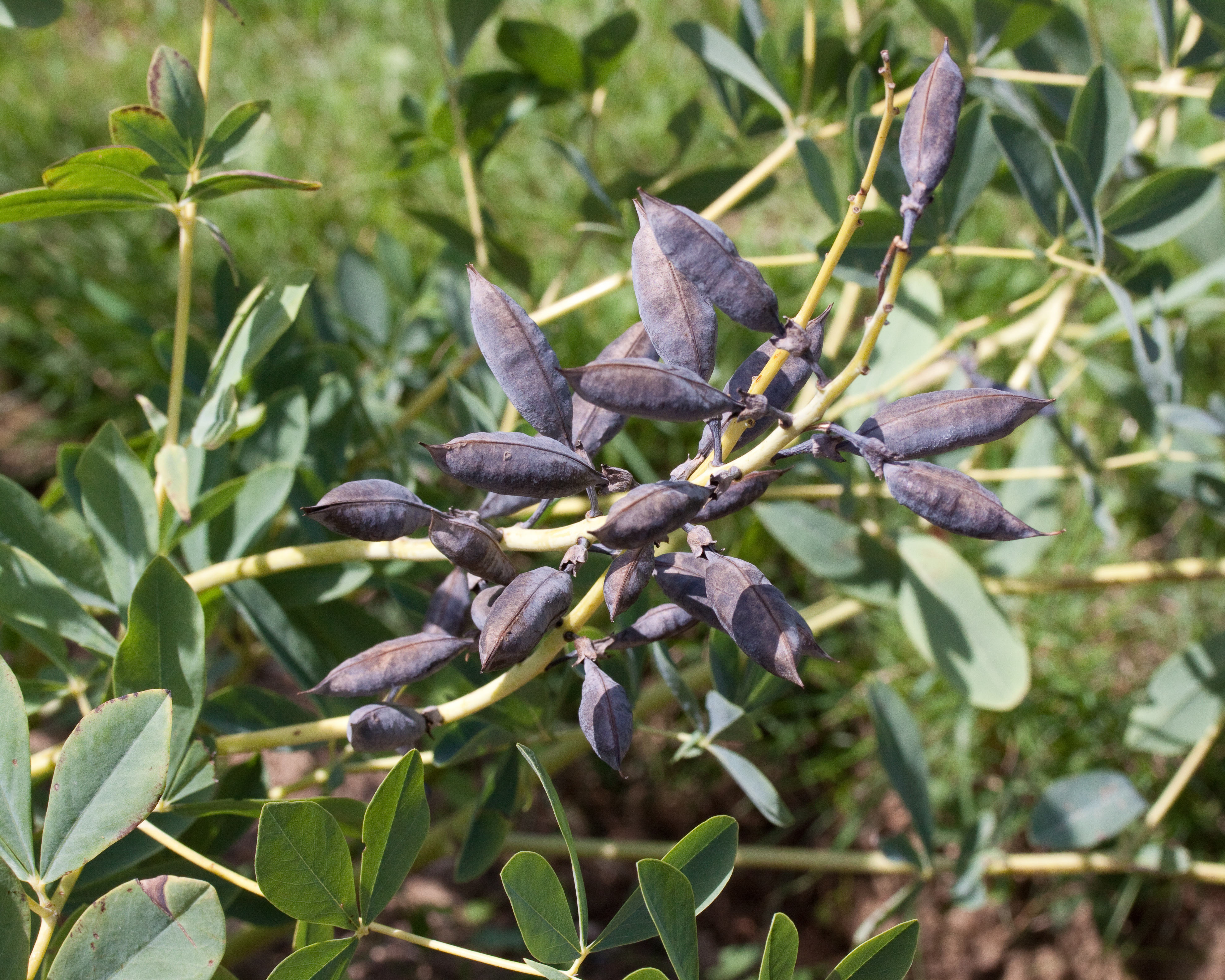
Gousses.
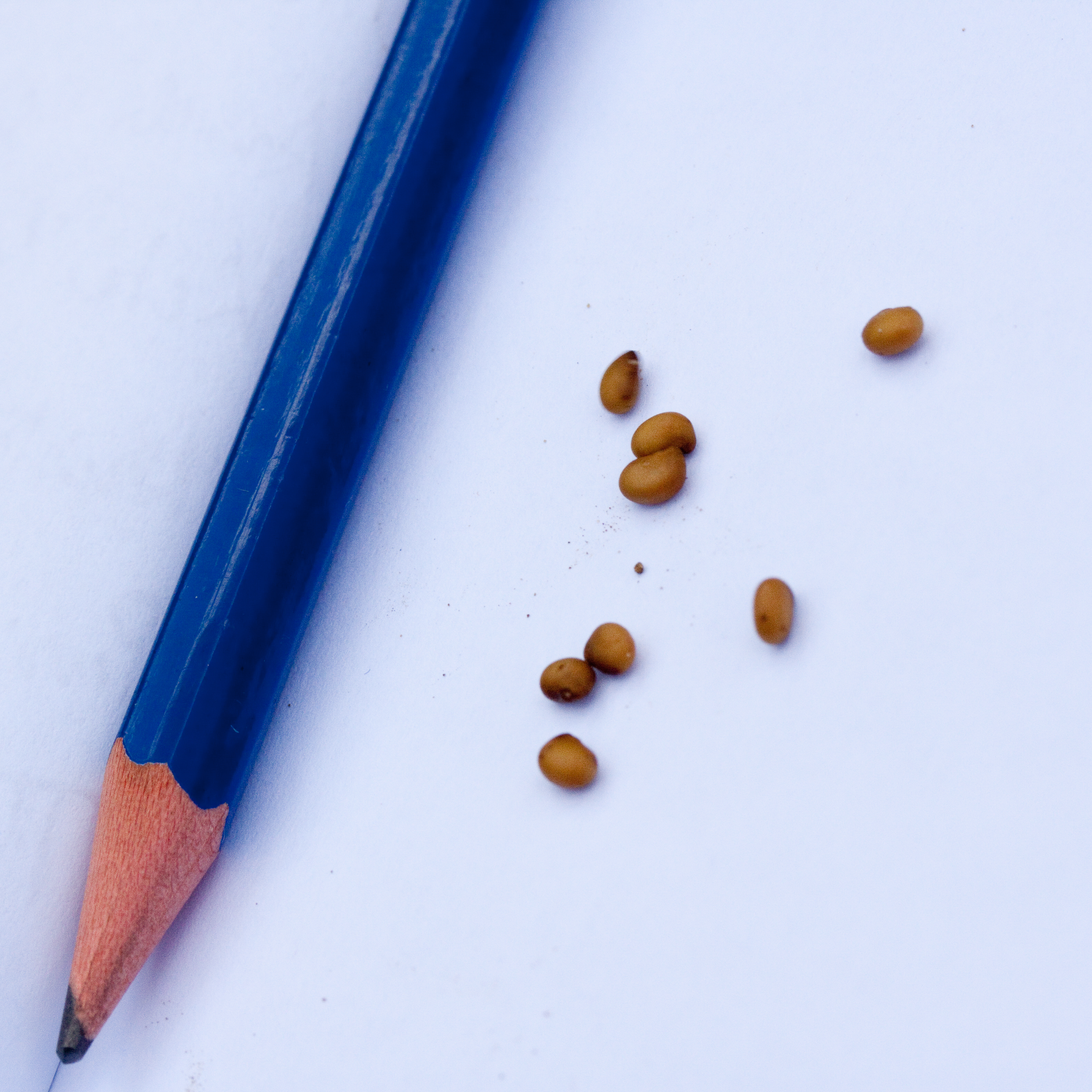
Graines.